# Il Falco Rosso
Il Falco Rosso è stata una rivista a fumetti pubblicata dall'Associazione Falchi Rossi Italiani, finanziata dalla Federazione dei Giovani Socialisti Italiani.

## Storia
A partire dal primo agosto 1949, Il Falco Rosso fu pubblicato per la prima volta come bollettino interno dell'Associazione Falchi Rossi Italiani (AFRI). A partire dal gennaio 1950 uscì con una nuova edizione stampata per il pubblico e gli associati. In seguito fu pubblicato in un formato a colori con più pagine e più articoli, racconti e fumetti.
Il giornale mirava a stringere i legami fra le basi territoriali e il centro nazionale dei giovani socialisti. Erano invitati a collaborare i dirigenti provinciali con idee ed esperienze di lavoro, indirizzi pedagogici ed educativi che dovevano dare la possibilità al periodico di essere una scuola di lavoro e formazione per gli associati all’Associazione Falchi Rossi Italiani
La vita di questo giornale per giovani, con uscite non sempre regolari, a metà anno del 1950 chiuse le sue pubblicazioni. L'AFRI invitò i propri associati a leggere Pioniere, il quale divenne anche il periodico dei suoi associati.
Il primo giugno 1950, in occasione dell'allora Giornata Internazionale dell’Infanzia, furono fatte in molte città italiane delle manifestazioni organizzate unitariamente dai Falchi Rossi e dai Pionieri e da qui iniziò e si sviluppò la collaborazione unitaria con l’Associazione Pionieri d’Italia che porterà nell’arco di due anni alla completa integrazione delle due associazioni e la nascita della rivista Pioniere, a partire dal settembre 1950, il quale iniziò a essere il giornale di entrambe associazioni.
ll Comitato Ricerca Associazione Pionieri (CRAP) ha contribuito alla ricerca e alla valorizzazione di tutti i giornali e i documenti qui descritti.

## Personaggi
I principali personaggi dei vari fumetti furono:
- Pifferino, protagonista, riveste il ruolo del disoccupato.
- Fattore, antagonista.
- Celerino, antagonista.
- Corrierino, antagonista.

## Autori
Tra gli autori e disegnatori troviamo, oltre al direttore responsabile Luciano Borciani, Renata Viganò.